# Bartosz Pikul
Bartosz Pikul (*2. listopad 1997, Tarnovské Hory) je polský fotbalový záložník, který hraje za Chojniczanku Chojnice. 

## Klubová kariéra
Odchovanec polského Górniku Zabrze, do kterého přišel již v sezóně 2010/11. Sklonek svého působení v tomto klubu strávil na hostováních v klubech z nižších polských lig, jmenovitě v Sosnovci, Řešově a jeho rodných Tarnovských Horách. Následně přestoupil do čtvrtoligové Odry Wodzisław, ze které si jej vyhlédla Opava. Jeho předností je rychlost.

### SFC Opava
Dne 21. srpna 2020 přestoupil do Slezského FC. I přes 8měsíční zranění kolene stihl za celé angažmá v Opavě odehrát 41 zápasů a vstřelit 7 branek.

### FK Pardubice
Kvůli neshodám o výstupní klauzuli přestoupil Pikul v zimě 2023 do Pardubic, kde se setkal se svým bývalým opavským trenérem Radoslavem Kováčem a taktéž s jinými členy realizačního týmu. V průběhu roku měl podle trenéra neuspokojivá čísla, a tak zamířil na hostování do Vlašimi.

### FC Sellier & Bellot Vlašim (hostování)
Na půlroční hostování do Vlašimi odešel dne 2. února 2024. Odehrál zde 13 zápasů, gól si však nepřipsal.

### MKS Chojniczanka Chojnice
Dne 1. července 2024 přestoupil do polské Chojniczanky.

## Reprezentační kariéra
Pikul byl členem polské reprezentace do 18 let, avšak start si nikdy nepřipsal.

## Zajímavosti
Jeho přezdívku v Pardubicích si vysloužil nápadnou podobou s anglickým reprezentantem Jackem Grealishem.